# Lega calcistica degli Emirati Arabi Uniti 1985-1986
La UAE Football League 1985–1986 è la 13ª edizione della massima competizione nazionale per club degli Emirati Arabi Uniti,alla competizione prendono parte 12 squadre e la squadra che diventerà campione è l'Al-Nasr che conquista il suo terzo titolo nazionale nella sua storia.

## Classifica
|                                | Pos. | Squadra       | G  | V  | N | P  | Pt |
| ------------------------------ | ---- | ------------- | -- | -- | - | -- | -- |
| Emirati Arabi Uniti (bandiera) | 1    | Al-Nasr       | 18 | 12 | 3 | 3  | 27 |
|                                | 2    | Al-Wasl       | 18 | 12 | 1 | 5  | 25 |
|                                | 3    | Sharjah       | 18 | 8  | 7 | 3  | 23 |
|                                | 4    | Al-Ahli Dubai | 18 | 9  | 4 | 5  | 22 |
|                                | 5    | Al-Wahda      | 18 | 8  | 4 | 6  | 20 |
|                                | 6    | Al-Shabab     | 18 | 6  | 6 | 6  | 18 |
|                                | 7    | Al-Shaab      | 18 | 4  | 5 | 9  | 13 |
|                                | 8    | Al-Khaleej    | 18 | 5  | 3 | 10 | 13 |
|                                | 9    | Al-Ain        | 18 | 4  | 2 | 12 | 10 |
|                                | 10   | Al-Jazira     | 18 | 3  | 3 | 12 | 9  |

Legenda:

      Campione degli Emirati Arabi Uniti 1985-1986, ammessa alla Coppa dei Campioni del Golfo 1987

      Retrocessa in UAE Second Division 1986-1987

Note:
Due punti a vittoria, uno a pareggio, zero a sconfitta.